# Syncarpia verecunda
Syncarpia verecunda är en myrtenväxtart som beskrevs av Anthony R. Bean. Syncarpia verecunda ingår i släktet Syncarpia och familjen myrtenväxter. Inga underarter finns listade i Catalogue of Life.